# Eupteryx austriaca
Eupteryx austriaca är en insektsart som först beskrevs av Metcalf 1968.  Eupteryx austriaca ingår i släktet Eupteryx och familjen dvärgstritar. Inga underarter finns listade i Catalogue of Life.